# Péninsule de Hoo

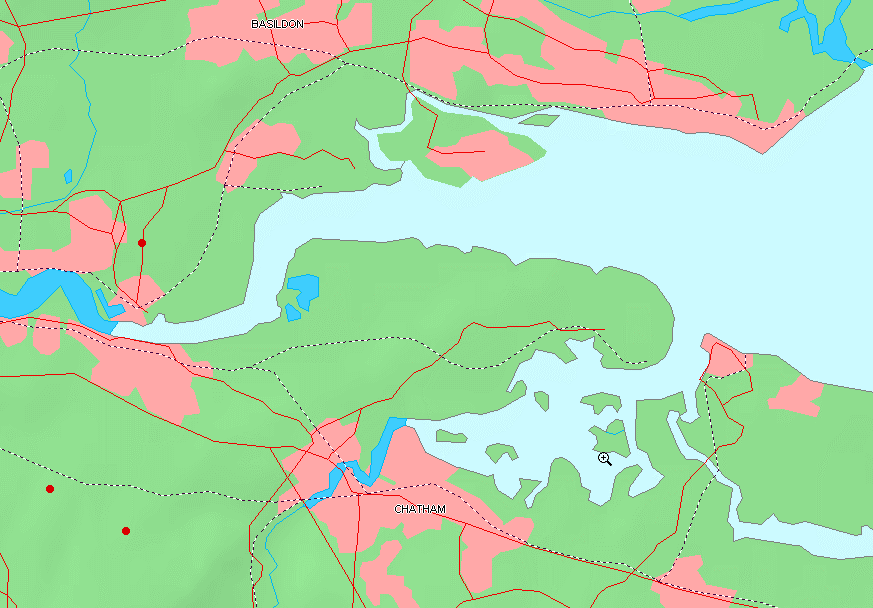
Péninsule de Hoo

La péninsule de Hoo (« hoo » provenant du vieil anglais désignant « éperon de terre ») est une péninsule séparant l'estuaire de la Tamise au nord, de celui du Medway au sud, en Angleterre.

L'extrémité est de la péninsule se termine par l'île de Grain.